# Одилон Редон
Одилон Редон (фр. Odilon Redon; Бордо, 12. април 1840 — Париз, 16. јул 1916) је био француски сликар и графичар.
Савременик импресиониста, с којима га повезује само слободан начин колористичког изражавања Редон евоцира свет снова, слутњи и визија. Био је ученик графичара-визионара Берздена, али и сам је неспорно мајстор црно-белог. У његовим делима рађеним угљем или бакрорезима, стално је присутна материја и необичност, као и касније у сликама и пастелима.
Његово дело „Киклоп“ многи сматрају уводом у надреализам (Општ. енц. Ларус). Исто то чини и са серијом литографија: У сну, Ноћ, У част Гоје и др.
Поред слика са необичним и фантастчним садржајем сликао је и пејзаже и цвеће.

## Галерија
- Паук који плаче (1881)
- Паук који се смеје
- Грабљивица
- Муза на Пегазу
- Две младе девојке
- Портрет Виолете Хајман
- Тиркизна ваза 1911.
- Глава гнома, око 1879. Народни музеј (Београд)